# 후쿠스미촌 (효고현)
후쿠스미촌(福住村)은 효고현 다키군에 설치되었던 촌이다. 현재의 단바사사야마시 남동부,  국도 제173호선 국도 제372호선에 해당한다.